# Далгарно, Александр
Александр Далгарно (англ. Alexander Dalgarno; 5 января 1928 — 9 апреля 2015) — британский физик, работал в области теоретической химии, теории рассеяния, физики атмосферы, химии и астрофизики. Известен как «отец молекулярной астрофизики». Профессор астрономии Гарвардского университета, член Лондонского королевского общества (1972) и НАН США (2001).
Член Американской академии искусств и наук (1968), фелло Американского физического общества (1980) и Американского геофизического союза.
Награды
- Hodgkins Medal[англ.] (1978)
- Davisson-Germer Prize[англ.] Американского физического общества (1980)
- William F. Meggers Award Оптического общества (1986)
- Золотая медаль Королевского астрономического общества (1986)
- Медаль Хьюза (2002)
- Медаль Бенджамина Франклина Института Франклина (2013)

В 1998 году в его честь был назван астероид 6941 Dalgarno.